# Raimund Friedrich Kaindl
Raimund Friedrich Kaindl (ur. 31 sierpnia 1866 w Czerniowcach, zm. 14 marca 1930 w Grazu) – niemiecki historyk, etnograf.
W 1893 habilitował się z historii cesarstwa austriackiego, w 1901 został profesorem nadzwyczajnym, a w 1905 profesorem zwyczajnym Uniwersytetu w Czerniowcach (rektorem w latach 1912/13). W 1915 przyjął pracę na Wydziale Filozofii Uniwersytetu w Grazu od 1915 do śmierci w 1930, przedstawiciel historiografii wielkoniemieckiej.

## Publikacje
- Geschichte der Deutschen in den Karpatenländern, 3-tomowa, 1907-11;
- Des deutschen Volkes Weg zur Katastrophe und seine Rettung, 1920;
- Österreich, Preußen, Deutschland, 1926;
- Hg. und Neubearbeiter der Geschichte Österreichs von F. M. Mayer, tom 1, 1929.